# تپه سرخه ده علیا
تپه سرخه ده علیا مربوط به سده‌های ۷ ه.ق است و در شهرستان خرم‌آباد، بخش مرکزی، دهستان کرگاه شرقی، روستای سرخه ده علیا واقع شده و این اثر در تاریخ ۲۲ اسفند ۱۳۸۵ با شمارهٔ ثبت ۱۸۱۴۱ به‌عنوان یکی از آثار ملی ایران به ثبت رسیده است.